# René Santos
René Santos (nacido el 21 de abril de 1992) es un futbolista brasileño que juega de defensa en el Guarani F. C.
Jugó para clubes como el Grêmio, Kawasaki Frontale, Zestafoni, Dinamo Tiflis, Vitória y Atlético Goianiense.

## Trayectoria

### Clubes
| Club                       | País           | Año       |
| -------------------------- | -------------- | --------- |
| Grêmio F. B. P. A.         | Brasil         | 2011-2013 |
| Kawasaki Frontale (cedido) | Japón          | 2012      |
| F. C. Zestafoni            | Georgia        | 2013-2015 |
| F. C. Dinamo Tiflis        | Georgia        | 2015-2017 |
| E. C. Vitória              | Brasil         | 2017      |
| Atlético Goianiense        | Brasil         | 2018      |
| Paraná Clube               | Brasil         | 2018      |
| C. S. Marítimo             | Portugal       | 2019-2021 |
| Al-Raed                    | Arabia Saudita | 2021-2022 |
| C. S. Marítimo             | Portugal       | 2023-2024 |
| Guarani F. C.              | Brasil         | 2024-     |